# Gundleo
Gwynllyw Filwr el Guerrero, o Gwynllyw Farfog el Barbado, en latín Guendoleus, en inglés medieval Woolos (Gwynllŵg, 17 de junio de 450 - Newport, 29 de marzo de 523), fue un noble galés del siglo V, rey de Gwynllŵg (al sur de Gales). 
De acuerdo con la tradición era temido como señor belicoso y era famoso por sus asaltos, llegando a estar relacionado con el legendario Rey Arturo, pero luego se convirtió al cristianismo, convirtiéndose en un ermitaño y fundando la que después sería la catedral de St Gwynllyw, en Newport, Gales. Fue el padre de otro venerado nobel galés: Cadoc el Sabio. Es venerado como santo por la Iglesia católica y su memoria litúrgica se celebra el 29 de marzo.